# Temple des Bastides
Le temple des Bastides est un ancien lieu de culte protestant reconverti en musée et lieu d'exposition, situé sur la commune de Labastide-d'Armagnac, dans le département français des Landes.

## Présentation

### Protestantisme à Labastide
En 1532, le pasteur protestant Grenet s'installe à Labastide pour évangéliser la cité et sa voisine Saint-Justin. En 1562, au début de la première guerre de Religion, Blaise de Monluc reçoit de la régente Catherine de Médicis l'ordre d'occuper les fiefs protestants. Celui-ci s'empare alors de Labastide et détruit par incendie le premier lieu de culte des Réformés intra-muros, situé rue du Portail. Les fidèles s'enfuient à Saint-Justin et s'enferment dans l'église qu'ils croient inviolable mais en vain, les hommes de Monluc les égorgent tous. Le culte protestant est par la suite célébré chez les particuliers avant la construction du temple.

### Le temple
Le temple des Bastides est construit par les Calvinistes en 1607, à la fin du règne de Henri IV. Il est édifié à l'extérieur des murs de la ville, à la suite de l'incendie du premier temple protestant et l'interdiction de pratiquer le protestantisme intra-muros. Les Calvinistes célèbrent leur culte dans ce nouveau temple, faisant de Labastide une place forte du protestantisme. Le 4 septembre 1667, Isaac Tortoré est le dernier baptisé de cette religion à Labastide. Le temple ferme en 1685 par ordre du roi Louis XIV, qui vient de promulguer l'édit de Fontainebleau qui entraîne la révocation de l'édit de Nantes, interdisant la religion protestante. La conversion au catholicisme se fait grâce au zèle du seigneur Guy de Maniban.
Ce haut lieu de l'histoire locale sombre peu à peu dans l'oubli. Acheté par des particuliers, l'édifice sert tour à tour d'écurie lors de foires saisonnières puis de garage de véhicules. En 1980, la municipalité de Labastide-d'Armagnac achète le bâtiment et le réhabilite.
Des bastides du Sud-Ouest de la France s'associent à Labastide-d'Armagnac pour créer en ce lieu un musée retraçant l'histoire des bastides. Après sa réhabilitation et transformation en musée, le bâtiment prend le nom de « Temple des Bastides ». Le musée ferme au bout de six ans, faute de crédits. En 2004, à l'initiative d'habitants du village et avec l'appui de la municipalité, le musée est à nouveau ouvert au public, et occupe de nos jours le premier étage. Le rez-de-chaussée accueille quant à lui des expositions temporaires.